# Halberstadt D.II
El Halberstadt D.II fue un biplano de la Primera Guerra Mundial operado por el Imperio alemán.

## Desarrollo
Sucesor del Halberstadt D.I, el D.II era una versión mejorada de su antecesor. Entró en servicio para complementar a los biplanos Fokker, que reemplazaban a los ya obsoletos monoplanos Fokker. Su estructura lo hacía bastante resistente y fuerte, y podía lanzarse en picado sin problemas. Sin embargo, no tenía tan buena trepada como los Albatros que empezaron a llegar a la frontera. A fines de 1916 ya estaban siendo retirados y reemplazados por los Albatros.
Las alas eran de forma rectangular, con las puntas ligeramente redondeadas. Los lados del fuselaje eran planos, estaba equipado con el motor Mercedes D.II de 120 cv. Los elevadores tenían forma de trapezoide, y eran similares a la de los Fokker contemporáneos. El estabilizador vertical era de perfil triangular y, aunque aparentemente frágil, era bastante resistente, estaba sujeto por dos alambres de acero. Debajo de los elevadores, había una especie de trípode invertido, al cual iba sujeto el "patín" de madera. El tren de aterrizaje era de tipo "V", construido a base de tubos de acero.
Después del D.II fueron diseñados el D.III y el D.IV, pero a medida que llegaban más aeronaves Albatros D.III , fueron siendo retirados los Halberstadt, quedando por lo general como aviones de entrenamiento.
La producción total de los D.II y los D.III fue de 50 aeronaves, más 60 que fueron fabricadas bajo licencia por Hannoversche Waggonfabrik y Aviatik .

## Especificaciones (D.II)

### Operadores
- Imperio alemán: Luftstreitkräfte
- Imperio otomano

### Características generales
- Tripulación: 1
- Longitud: 7,3 m (24 ft)
- Envergadura: 8,8 m (28,9 ft)
- Altura: 2,7 m (8,8 ft)
- Superficie alar: 23,6 m² (254 ft²)
- Peso vacío: 520 kg (1146,1 lb)
- Peso máximo al despegue: 728,5 kg (1605,6 lb)
- Planta motriz: 1×  Mercedes D.II.
  - Potencia: 90 kW (124 HP; 122 CV)

### Rendimiento
- Velocidad máxima operativa (Vno): 150 km/h (93 MPH; 81 kt)
- Régimen de ascenso: 3,4 m/s (677 ft/min) hasta 3000 m 2,16 m/s hasta 5000 m

### Armamento
- Ametralladoras: 1× LMG 08/15 de 7,92 mm  "Spandau"